# Communauté de communes du Vimeu Vert
La communauté de communes du Vimeu Vert est une ancienne communauté de communes française, située dans le département  de la Somme.

## Historique
La communauté de communes, créée par arrêté préfectoral du 10 décembre 1993, succède au SIVOM de Moyenneville.
Dans le cadre des dispositions de la loi portant nouvelle organisation territoriale de la République du 7 août 2015, qui prévoit que les établissements publics de coopération intercommunale (EPCI) à fiscalité propre doivent avoir un minimum de 15 000 habitants, la préfète de la Somme propose en octobre 2015 un projet de nouveau schéma départemental de coopération intercommunale (SDCI) qui prévoit la réduction de 28 à 16 du nombre des intercommunalités à fiscalité propre du Département. Ce projet prévoit la création d’une communauté d’agglomération regroupant 56 communes et 57 469 habitants qui fusionnerait les quatre communautés de communes  de l'Abbevillois, de la Région d'Hallencourt, du Vimeu Vert et Baie de Somme Sud,.
Les élus du Vimeu Vert rejettent cette perspective de création d'une communauté d'agglomération, dotée de plus de compétences qu'une communauté de communes et préconisent une fusion avec la  communauté de communes du Vimeu Industriel, dont les compétences, la fiscalité et le bassin de vie sont proches, aboutissant à une intercommunalité regroupant 23 551 habitants,,,,. Cette proposition a été retenue dans le schéma départemental de coopération intercommunale (SDCI) de la Somme de janvier 2016, afin d'être mise en œuvre le 1er janvier 2017.

## Territoire communautaire

### Géographie
Le territoire communautaire correspond à celui des douze communes associées.

### Composition
Cette communauté de communes est composée des 12 communes suivantes :
| Nom                  | Code Insee | Gentilé         | Superficie (km2) | Population (dernière pop. légale) | Densité (hab./km2) |
| -------------------- | ---------- | --------------- | ---------------- | --------------------------------- | ------------------ |
| Moyenneville (siège) | 80578      | Moyennevillois  | 14,12            | 714 (2014)                        | 51                 |
| Acheux-en-Vimeu      | 80004      | Achéens         | 12,33            | 526 (2014)                        | 43                 |
| Béhen                | 80076      | Béhennois       | 9,83             | 481 (2014)                        | 49                 |
| Cahon                | 80161      | Cahonnais       | 7,04             | 208 (2014)                        | 30                 |
| Ercourt              | 80280      | Ercourtois      | 4,20             | 121 (2014)                        | 29                 |
| Grébault-Mesnil      | 80388      |                 | 2,58             | 229 (2014)                        | 89                 |
| Huchenneville        | 80444      | Huchennevillois | 11,54            | 663 (2014)                        | 57                 |
| Miannay              | 80546      |                 | 8,81             | 558 (2014)                        | 63                 |
| Quesnoy-le-Montant   | 80654      | Quercitains     | 7,04             | 581 (2014)                        | 83                 |
| Saint-Maxent         | 80710      | Maxentais       | 6,38             | 383 (2014)                        | 60                 |
| Tœufles              | 80764      |                 | 8,88             | 302 (2014)                        | 34                 |
| Tours-en-Vimeu       | 80765      |                 | 13,39            | 870 (2014)                        | 65                 |

## Organisation

### Siège
Le siège de l'intercommunalité est à Moyenneville, 22 place de la Mairie.

### Élus
La communauté de communes est administrée par son conseil communautaire, composé de 25 conseillers municipaux représentant chacune des communes membres, et répartis sensiblement en fonction de la population de chaque commune, soit, pour la mandature 2014-2020 : 
- 4 délégués pour Tours-en-Vimeu ;
- 3 délégués pour Huchenneville et Moyenneville ;
- 2 délégués pour Acheux-en-Vimeu, Béhen, Cahon-Gouy, Ercourt, Grébaut-Mesnil, Miannay, Quesnoy-le-Montant, Saint-Maxent et Tœufles[12].

Le conseil communautaire du 14 avril 2016 a élu sa nouvelle présidente, Sabrina Holleville-Milhat, conseillère municipale d’Huchenneville, ainsi que ses 5 vice-présidents, qui sont : 
1. Olivier Blondel, maire de Tours-en-Vimeu ;
2. Yves Hautefeuille, maire de Cahon ;
3. Jean-Charles Martel, élu d'Acheux-en-Vimeu ;
4. Julien Lefebvre, élu de Grébault-Mesnil ;
5. Philippe Delaporte, maire de Miannay[14],[15].

Ensemble, ils constituent le bureau de l'intercommunalité pour la mandature commençant en 2014.

### Liste des présidents
| Période | Période          | Identité                  | Étiquette | Qualité                                                                                                 |
| ------- | ---------------- | ------------------------- | --------- | --- |
| 1995    | 2001             | Bernard Paraisot          |           | Maire de Moyenneville (1971 → 2001)                                                                     |
| 2001    | 2014             | Philippe Crimet           |           | Maire d'Huchenneville (2001 → 2014)                                                                     |
| 2014    | 31 décembre 2016 | Sabrina Holleville-Milhat | LR        | Conseillère municipale d'Huchenneville (2014 → 2020) Conseillère départementale d'Abbeville-2 (2015 → ) |

### Compétences
L'intercommunalité exerce les compétences qui lui ont été transférées par les communes membres, dans les conditions fixées par le code général des collectivités territoriales.
Il s'agit de : 
- Développement économique (zones d’activités « Les Croisettes » et « Les Butz » à Martainneville) ;
- Aménagement de l’espace (actions hydrauliques dans les bassins versants localisés sur le territoire communautaire et schéma de cohérence territoriale (SCOT) ;
- Protection et mise en valeur de l’environnement (Collecte, traitement et valorisation des ordures ménagères, collecte des  déchets verts, service public d’assainissement non collectif (SPANC)) ;
- Logement et cadre de (programme local de l’habitat (PLH), accompagnement technique et financier pour améliorer le niveau de confort des logements existants,  création,soutien et accompagnement de logements d’urgence ou temporaire, création de logements locatifs aidés, actions sur le paysage, préservation paysagère des chemins non ouverts à la circulation des véhicules à moteur, aménagement de ces chemins pour la randonnée pédestre, plantations...) ;
- Voirie et déneigement ;
- Activités musicales de retentissement communautaire (école de musique) ;
- Technologies liées à l’information et à la communication électronique ;
- Acquisition du Manoir de Miannay et fonction des gites ruraux qui y sont aménagés ;
- Actions dans le domaine sportif et/ou socio-éducatif ;
- Dispositifs contractuels relatifs à l’emploi, de l’insertion et de la formation professionnelle ;
- Service de portage de repas à domicile[16].

### Régime fiscal
La communauté de communes est un établissement public de coopération intercommunale à fiscalité propre.
Afin d'assurer ses compétences, la communauté de communes perçoit une fiscalité additionnelle aux impôts locaux perçus par les communes, avec fiscalité professionnelle de zone et sans fiscalité professionnelle sur les éoliennes

## Projets et réalisations
Au 31 décembre 2016, la communauté fusionne avec celle du Vimeu industriel pour former la c de communes du Vimeu